# جوان غرينبوم
جوان غرينبوم (بالإنجليزية: Joanne Greenbaum)‏ هي رسامة أمريكية، ولدت في 1953.

## وصلات خارجية
- جوان غرينبوم على موقع ديسكوغز (الإنجليزية)